# Josefův Důl (ort i Tjeckien, Mellersta Böhmen)
Josefův Důl är en ort i Tjeckien.   Den ligger i regionen Mellersta Böhmen, i den centrala delen av landet, 50 km nordost om huvudstaden Prag. Josefův Důl ligger 219 meter över havet och antalet invånare är 453.
Terrängen runt Josefův Důl är huvudsakligen platt. Josefův Důl ligger nere i en dal. Runt Josefův Důl är det tätbefolkat, med 550 invånare per kvadratkilometer. Närmaste större samhälle är Mladá Boleslav, 4,7 km söder om Josefův Důl. Trakten runt Josefův Důl består till största delen av jordbruksmark.